# Hasan ibn al-Numan
Hasan ibn al-Numan al-Gasani (arabsko حسان بن النعمان الغساني, latinizirano: Hassān ibn al-Nuʿmān al-Ghassānī) je bil arabski general Omajadskega kalifata. Vodil je zadnje faze muslimanskega osvajana severne Afrike in vzpostavil trdno arabsko oblast v regiji. Hasan, ki ga je na ta položaj imenoval kalif Abd al-Malik ibn Marvan (vl. 685–705), je v zadnjih letih 7. stoletja organiziral vrsto pohodov, na katerih je premagal Bizantince in Berbere, ki jih je vodila kraljica al-Kahina. Leta 698 je osvojil in uničil bizantinsko afriško prestolnico Kartagino in naslednje leto malo zahodno od nje ustanovil mesto Tunis. Za upravno središče province je izbral Kairouan in z davki, ki so jih plačevali  krščanski prebivalci, financiral svojo vojsko. V vojsko je vključil več tisoč Berberov, kar se je izkazalo za ključnega pomena za kasnejše muslimanske vojaške uspehe v Magrebu in na Iberskem polotoku. S položaja ga je odstavil guverner Egipta Abd al-Aziz ibn Marvan zaradi boja za oblast in vpliva v severni Afriki (Ifrikija).

## Poreklo
Hasan ibn al-Numan je bil iz plemena Gasanidov, vodilnega plemena arabske plemenske zveze v bizantinski Siriji pred muslimansko osvojitvijo regije v 630. letih. Del plemena je po osvojitvi ostal krščanski in se preselil v preostali del Bizantinskega cesarstva, drug del plemena pa so ostali v Siriji in tvoril del sirske vojske, jedra omajadske armade.

## Ponovno osvajanje Ifrikije

### Prva kampanja
Omajadski kalif Abd al-Malik ibn Marvan je Hasana imenoval za vodjo kampanje za ponovno osvojitev Ifrikije, današnje Tunizije v Severni Afriki. Kronologija Hasanovega pohoda in pohoda njegovih neposrednih predhodnikov je nejasna zaradi različnih datumov, ki jih navajajo srednjeveški viri.  Zgodovinar Mohamed Talbi trdi, da so poročila dveh najzgodnejših avtorjev, Ibn Abd al-Hakama (umrl 871) in Ibn Kutajba (umrl 889), ki jih je potrdil Ibn Asakir (umrl 1175), "najverjetnejša ... se ujemajo z logičnim zaporedjem dogodkov in omogočajo izogibanje nedoslednostim". Pred Hasanovim imenovanjem je Ifrikija po  bitki pri Vesceri leta 682 padla v roke Berberov pod kraljico al-Kasilo in Bizantincev. Prvotno uspešen poskus Zuhairja ibn Kajsa al-Balavija, da ponovno osvoji regijo, se je končal z Zuhairjevim umorom in bizantinskim zavzetjem Barke v Cirenajki okoli leta 688. Abd al-Malik, ki je v drugi muslimanski državljanski vojni utrdil svojo oblast v kalifatu, je leta 692 nadaljeval vojno z Bizantinskim cesarstvom. V Afriko je poslal Hasana z vojsko 40.000 mož, ki je bila brez primere.
Na pohodu vzdolž sredozemske obale  je Hasan prišel do Ifrikije leta 692/93, 693/94  ali 695. Najprej je zavzel in izropal pristaniško mesto Kartagino, utrjeno bizantinsko prestolnico province.  Kartagina je med prvim muslimanskim osvajanjem Ifrikije leta 670 vzdržala in obdržala svojo bizantinsko garnizijo in prebivalstvo, vendar je že pred tem izgubila svojo nekdanjo moč in blaginjo. Mesto je bilo očitno že  pred vstopom Arabcev zapuščeno. Njegovi prebivalci so zbežali na Sicilijo, zato ni nobenega poročila o kakšnem obleganju, resnem odporu in zajetem plenu.  Hasan je nadaljeval pohod proti severu in premagal Bizantince in Berbere pri Bizerti. Bizantinci so se zatem umaknili, da bi okrepili svoj položaj v Vagi (sodobna Béja), medtem ko so Berberi zbežali proti vzhodu v Bône (sodobna Annaba).
Leta 697 je bizantinski cesar Leontij (vladal 695–698) v Afriko poslal močno floto, ki je ponovno zavzela Kartagino. Arabci so se umaknili v Kairouan, ki so ga ustanovili leta 670 in ga leta 695 izbrali za prestolnico Ifrikije. Leta 698 so Hasanove sile znova zavzele Kartagino, jo uničile, podrle mestno obzidje, prekinile oskrbo z vodo in onesposobile njena pristanišča. Hasan je nato krenil proti Berberom, ki jih je vodila njihova bojevnica, kraljica al-Kahina. Četudi je informacije o njej težko ločiti od legend, je očitno, da je vladala na  strateško pomembnem ozemlju med Ifrikijo in sodobno Alžirijo in Marokom. Hasan se je z Berberi spopadel v bitki pri Meskiani, v kateri je doživel hud poraz in bil prisiljen na umik  v bližino Gabesa in nato iz cele Ifrikije. Med begom so Berberi ujeli ali ubili veliko njegovih vojakov. Umik se je končal na območju z več utrdbami približno štiri dni pohoda vzhodno od Tripolija, ki so se kasneje po njem imenovale Kusur Hasan.

### Druga kampanja
Hasan je od kalifa Abd al-Malika zahteval okrepitev in ga obvestil o žilavosti in navideznem anarhizmu Berberov. Kalif mu je ukazal, naj ostane na svojem položaju, in Hasan je ostal v Tripolitaniji približno tri do pet let. Po besedah Ibn Idharija je al-Kahina medtem začela obsežno kampanjo požgane zemlje "od Tripolija do Tangerja", predvsem naselij in sadovnjakov, kar je povzročilo množičen beg prebivalcev prizadetih območij na Iberski polotok in različne sredozemske otoke.  Cilj kraljičinega pustošenja Magreba je bil uničiti morebitni vojni plen Arabcev, odvrniti jih od prihodnjih invazij v regijo in hkrati ne ogroziti preživetja kmečkih in pastirskih Berberov.  Ibn Idharijeva pripoved je očitno skrčila večstoletni proces okoljske in urbane degradacije Magreba na obdobje nekaj let, vendar posredno namiguje na propadanje mest in kmetijstva v regiji v 6.–7. stoletju. V njegovi pripovedi so Arabci prikazani kot ohranjevalci urbanega življenja in civilizacije in ne kot uničevalci, kot so pogosto prikazani v sodobnih virih.
Hasan je nazadnje od kalifa dobil nekaj vojakov in dosegel prebeg okoli 12.000 Berberov, razočaranih nad al-Kahinino politiko, na njegovo stran.  S to novo vojsko je najverjetneje leta 701, 702 ali 703 začel novo kampanjo in pri Gabesu dosegel zmago proti al-Kahini. Kraljico je zasledoval do Auresa blizu današnjega mesta Tobna, kjer jo je premagal in ubil.  O bitki je malo podatkov, razen tega, da je al-Kahina slutila svoj poraz in poslala svoje sinove v zaledje, da bi jih zaščitila pred Arabci. Hasan je nato svojo pozornost preusmeril na bizantinsko Kartagino. Ko je prišel do nje, je bilo mesto že zapuščeno. Leta 698 je ukazal uničiti mesto, da ga ne bi ponovno uporabila bizantinska mornarica.

## Uprava Ifrikije
V skladu s prizadevanji Omajadov za centralizacijo oblasti povsod po kalifatu, je Hasan poskušal vzpostaviti učinkovito upravo Ifrikije iz Kairouana. Ustanovil je vladno agencijo (divan), ki je od lokalnih kristjanov pobirala davek od zemljišč in pridelkov (harač) ter registrirala in plačevala vojake. Zvestobo in sodelovanje lokalnih Berberov, ki so se spreobrnili v islam, je poskušal pridobiti z deležem od pobranih davkov. Hasanu pripisujejo tudi obnovo Velike mošeje v Kairouanu, ki jo je ustanovil prvi arabski osvajalec Ifrikije Ukba ibn Nafi, s trajnejšim gradbenim materialom.
Nedaleč v zaledju Kartagine je Hasan marca 699 ustanovil medino Tunis. Po kalifovem naročilu se je v novem mestu lotil gradnje arzenala in zaposlil 1000 koptskih delavcev iz Egipta za gradnjo vojaških ladij. Kalifov namen je bil zgraditi močno ladjevje za učinkovit boj proti Bizantincem tudi na morju.   Da bi mesto povezal s Tuniškim zalivom, je ukazal izkopati kanal skozi pas kopnega, ki je ločeval laguno od morja, kar je novim ladjam omogočilo neposreden dostop do Sredozemlja.

## Odpust in zapuščina
Hasan je postal tarča boja guvernerja Egipta, kalifovega brata Abd al-Aziza ibn Marvana, da bi vzpostavil egiptovsko oblast nad arabskimi ozemlji v severni Afriki. V okviru teh prizadevanj je za guvernerja Ifrikije imenoval sebi zvestega Muso ibn Nusairja in leta 704 dosegel Hasanovo razrešitev s položaja guvernerja. Hasan se je na poti h kalifu v Damask ustavil v Egiptu, kjer mu je Abd al-Aziz zaplenil ves njegov plen iz Ifrikije, vključno s tistim, namenjenim kalifu.
Vojaški kampanji, ki jima je poveljeval Hasan, sta bili po Talbijevem mnenju ključni za utrditev arabskih osvojitev v Ifrikiji. Izkazal se je kot sposoben in zanesljiv guverner in v mnogih pogledih resnični ustanovitelj muslimanske Severne Afrike.  Njegovi vojaški dosežki in upravne reforme so uvedli stalno muslimansko vlado v Ifrikiji in postavili temelje za vse večje spreobračanje Berberov v islam in rekrutiranje v muslimansko vojsko. Njihova vključitev v vojsko se je izkazala za ključno v muslimanskim osvajanjem  Iberskega polotoka  med vladavino kalifa al-Valida I. (vladal 705–715). 